# 马里安·斯彼哈尔斯基
马里安·斯彼哈尔斯基（波蘭語：Marian Spychalski；1906年12月6日—1980年6月7日），波兰统一工人党中央委员、中央政治局委员，波兰人民军总参谋长、人民军副总司令、国防部第一副部长、国防部长、国务委员会主席，人民统一战线全国委员会主席团主席。

## 生平
1906年，出生于波兰罗兹的上校家庭。
1931年，毕业于华沙工业学院建筑系，同年加入波兰共产党。
二战期间，参加反法西斯小组的地下活动。
1942年，加入波兰工人党，任人民近卫军和人民军司令部成员。
1944年，任波兰人民军总参谋长、华沙市市长。
1945年，任波兰人民军副总司令和国防部第一副部长，主管城市重建工作。
1948年，为波兰统一工人党中央委员和政治局委员。
1949年，被撤消党内外一切职务。
1950年，被捕，期间遭受虐待和酷刑。
1956年，获释，并恢复名誉，出任波兰国防部长。
1963年，被授予元帅军衔。
1968年，任国务委员会主席和人民统一战线全国委员会主席团主席。
1970年，被解除政治局委员职务。
1980年，逝世。